# Shorea kudatensis
Shorea kudatensis (tiếng Anh thường gọi là Seraya Kuning Kudat) là một loài thực vật thuộc họ Dipterocarpaceae. Đây là loài đặc hữu của Sabah, Malaysia.